# 日本の化学に関する資格一覧
日本の化学に関する資格一覧（にほんのかがくにかんするしかくいちらん）は、日本国内で実施されている、化学に関する資格あるいは資格試験の名称を一覧としたものである。

## 国家資格
- 【技術士法】
  - 技術士化学部門
  - 技術士環境部門
- 【消防法】
  - 危険物取扱者
- 【火薬類取締法】
  - 火薬類製造保安責任者
  - 火薬類取扱保安責任者
- 【高圧ガス保安法】
  - 化学責任者
- 【職業能力開発促進法】
  - 化学分析技能士
  - 職業訓練指導員 (化学分析科)
  - 職業訓練指導員 (公害検査科)
  - 職業訓練指導員 (発酵科)
- 【労働安全衛生法】
  - 石綿作業主任者
  - コンクリート破砕器作業主任者
  - 四アルキル鉛等作業主任者
  - 特殊化学設備作業者
  - 特定化学物質作業主任者
  - 鉛作業主任者
  - 有機溶剤作業主任者
- 【毒物及び劇物取締法】
  - 毒物劇物取扱責任者
- 【薬剤師法】
  - 薬剤師
- 【教育職員免許法】
  - 中学校教員（理科）
  - 高等学校教員（理科）

## 公的資格
- 農薬管理指導士（都道府県知事）
- 防火管理技能者（東京都）

## 民間資格
- 実用理科技能検定（日本理科検定協会）
- 文化財虫菌害防除作業主任者（文化財虫菌害研究所）